# Миттермайер, Расселл
Расселл Алан Миттермайер (англ. Russell Alan Mittermeier, 8 ноября 1949 года, Бронкс, Нью-Йорк, США) — американский приматолог и герпетолог. Автор 10 научных и научно-популярных книг и более 300 научных работ и научно-популярных статей.
Расселл Алан Миттермайер родился 8 ноября 1949 года в Нью-Йорке. Он получил степень бакалавра (с отличием, Phi Beta Kappa) в Дартмутском колледже, в 1977 году получил степень доктора философии по биологической антропологии в Гарвардском университете за диссертацию под названием «Распространение, синекология и сохранение суринамских обезьян» («Distribution, Synecology, and Conservation of Suriname Monkeys»).
Главный специалист по охране природы в Re: wild (бывший Global Wildlife Conservation). С 1989 по 2014 год занимал должность президента «Conservation International», с 2014 по 2017 год — исполнительного вице-председателя. Он специализируется в области приматологии, герпетологии, биоразнообразия и сохранения тропических лесов. Проводил полевые исследования в более чем 20 странах тропического пояса, особое внимание уделял Бразилии, Гайане и Мадагаскару.
С 1977 года Миттермайер занимал должность председателя Группы специалистов по приматам (IUCN SSC Primate Specialist Group) Комиссии по выживанию видов Международного союза охраны природы и природных ресурсов (МСОП), а с 1982 года он является членом Руководящего комитета Комиссии по выживанию видов. До работы в «Conservation International» он провел 11 лет во Всемирном фонде дикой природы в Соединённых Штатах, начав с должности директора Программы по приматам и завершив её вице-президентом по науке. Он также занимал должность регионального советника Международного союза охраны природы в период 2004—2012 гг., был избран одним из четырёх вице-президентов МСОП в период 2009—2012 гг., а затем был избран пожизненным почетным членом МСОП в 2012 г. Он также возглавлял первую целевую группу Всемирного банка по биоразнообразию в 1988 г., что сыграло важную роль во введении термина «биоразнообразие» в эту организацию.
В 1978 году он стал адъюнкт-профессором в Университете штата Нью-Йорк в Стони-Бруке, в течение более двух десятилетий является научным сотрудником Музея сравнительной зоологии Гарвардского университета, с 1996 года является президентом Фонда биоразнообразия Марго Марш (Margot Marsh Biodiversity Foundation). Совсем недавно он сыграл важную роль в создании Фонда сохранения видов имени Мохаммада ибн Заида стоимостью 25 миллионов евро, нового фонда, ориентированного на виды, базирующегося в Абу-Даби, и является членом его Консультативного комитета.
В конце 1970-х годов Миттермайер провел одно из первых исследований находящейся под угрозой исчезновения рыжеватой обезьяны в месте, которое впоследствии стало биологической станцией Каратинга (Caratinga Biological Station), а сейчас является Частным природным заповедником Фелисиано Мигель Абдала.
Миттермайер также был лидером в продвижении экотуризма, ориентированного на виды, в частности, наблюдения за приматами и составления списка жизни приматов, а в последнее время — наблюдения за черепахами и составления списка жизни черепах, следуя очень успешной модели сообщества любителей наблюдения за птицами. Чтобы способствовать этому, он выпустил серию тропических полевых путеводителей и серию карманных путеводителей, в основном посвященных приматам, но включающих также ряд других групп видов. Более поздние публикации включают «Lemurs of Madagascar» из серии «The Tropical Field Guide Series», третье издание (2010), и «Primates of West Africa» (2011) с французским изданием «Lemurs of Madagascar», выпущенным в 2014 году. Его собственный список приматов, в настоящее время насчитывающий более 350 видов, является одним из крупнейших в мире.

## Описанные таксоны
Особенно Миттермайера интересовало открытие и описание новых для науки видов животных. Он описал в общей сложности 18 новых таксонов — 16 видов и 2 рода: три вида черепах, четыре лемуров, африканскую обезьяну и шесть амазонских обезьян:
- Chelodina parkeri Rhodin et Mittermeier, 1976 — вид змеиношеих черепах с Новой Гвинеи;
- Phrynops williamsi Rhodin et Mittermeier, 1983 — вид змеиношеих черепах из центральной части Южной Америки;
- Acanthochelys macrocephala Rhodin, Mittermeier et McMorris, 1984 — вид змеиношеих черепах из Южной Америки;
- Cercocebus sanjei Mittermeier, 1986 — вид обезьян из рода мангабеев семейства мартышковых из Восточной Африки;
- Mico mauesi Mittermeier, Schwarz et Ayres, 1992 — вид обезьян из семейства игрунковых из Амазонии;
- Mico acariensis van Roosmalen, van Roosmalen, Mittermeier et Rylands, 2000 — вид обезьян из семейства игрунковых из Амазонии;
- Callicebus stephennashi van Roosmalen, van Roosmalen et Mittermeier, 2002 (сейчас Plecturocebus stephennashi) — вид обезьян из семейства саковых из Амазонии;
- Microcebus arnholdi Louis, Engberg, McGuire, McCormick, Randriamampionona, Ranaivoarisoa, Bailey, Mittermeier et Lei, 2008 — вид карликовых лемуров с Мадагаскара;
- Microcebus margotmarshae Louis, Engberg, McGuire, McCormick, Randriamampionona, Ranaivoarisoa, Bailey, Mittermeier et Lei, 2008 — вид карликовых лемуров с Мадагаскара;
- Cheirogaleus andysabini Lei, McLain, Frasier, Taylor, Bailey, Engberg, Ginter, Nash, Randriamampionona, Groves, Mittermeier et Louis Jr., 2015 — вид карликовых лемуров с Мадагаскара;
- Cheirogaleus shethi Frasier, Lei, McLain, Taylor, Bailey, Ginter, Nash, Randriamampionona, Groves, Mittermeier et Louis Jr., 2016 — вид карликовых лемуров с Мадагаскара;
- Cheracebus Byrne, Rylands, Carneiro, Alfaro, Bertuol, da Silva, Messias, Groves, Mittermeier, Farias, Hrbek, Schneider, Sampaio et Boubli, 2016 — род обезьян из семейства саковых из Южной Америки;
- Plecturocebus Byrne, Rylands, Carneiro, Lynch Alfaro, Bertuol, M.N.F. Silva, Messias, Groves, Mittermeier, Farias, Hrbek, Schneider, Sampaio et Boubli, 2016 — род обезьян из семейства саковых из Южной Америки;
- Cheirogaleus grovesi McLain, Lei, Frasier, Taylor, Bailey, Robertson, Nash, Randriamanana, Mittermeier et Louis Jr., 2017 — вид карликовых лемуров с Мадагаскара;
- Tarsius spectrumgurskyae Shekelle, Groves, Maryanto, Mittermeier, 2017 — вид долгопятов с острова Сулавеси;
- Tarsius supriatnai Shekelle, Groves, Maryanto, Mittermeier, 2017 — вид долгопятов с острова Сулавеси;
- Tarsius niemitzi Shekelle, Groves, Maryanto, Mittermeier, Salim et Springer, 2019 — вид долгопятов с островов Тогиан около Сулавеси;
- Mesoclemmys sabiniparaensis Cunha, Sampaio, Carneiro, Vogt, Mittermeier, Rhodin et Andrade, 2022 (в настоящее время синонимизирован с Mesoclemmys vanderhaegei (Bour, 1973) — вид змеиношеих черепах из центральной части Южной Америки;

## Признание и награды
- The Order of the Golden Ark from His Royal Highness Prince Bernhard of the Netherlands (1995)
- The Grand Order of the Southern Cross from the President of Brazil (1997)
- The Cincinnati Zoo Wildlife Conservation Award (1997)
- The Brazilian Muriqui Prize (1997)
- The Grand Sash and Order of the Yellow Star from the President of Suriname Jules Wijdenbosch(1998)
- The Order of the Southern Cross of President Fernando Henrique Cardoso of Brazil (1998)
- The second annual Aldo Leopold Award from the American Society of Mammalogists (ASM), 2004.[1]
- Sigma Xi’s John P. McGovern Science and Society Award (2007)
- The Sir Peter Scott Award of IUCN’s Species Survival Commission (2008)
- The Association of Tropical Biology’s Special Recognition Award for Conservation (2008)
- The twelfth annual Roger Tory Peterson Memorial Award from the Harvard Museum of Natural History (2009)
- Honorary Degree from Eckerd College (St. Petersburg, Florida) в знак признания его работы по сохранению видов;
- The Indianapolis Prize for Conservation (2018)[2]

В честь Расселла Миттермайера названо восемь видов животных: три вида лягушек, ящерица, два лемура, обезьяна и муравей. Последним из них в 2014 году был вид обезьян-саки Pithecia mittermeieri из бразильской Амазонии, который, впрочем, признаётся не всеми приматологами. Вид ящериц-анолисов Anolis williamsmittermeierorum назван в честь Миттермайера и американского герпетолога Эрнеста Э. Уильямса.
- Мадагаскарский лемур Microcebus mittermeieri Louis, Coles, Andriantompohavana, Sommer, Engberg, Zaonarivelo, Mayor et Brenneman, 2006
- Мадагаскарский лемур Lepilemur mittermeieri Rabarivola, Zaramody, Fausser, Andriaholinirina, Roos, Zinner, Marcel et Rumpler, 2006
- Амазонская обезьяна-саки Pithecia mittermeieri Marsh, 2014
- Ящерица-анолис Anolis williamsmittermeierorum Poe et Yañez-Miranda, 2007
- Лягушка Atelopus mittermeieri Acosta-Galvis, Rueda-Almonacid, Velásquez-Álvarez, Sánchez-Pacheco et Peña Prieto, 2006
- Лягушка Hyloxalus mittermeieri (Rivero, 1991)
- Лягушка Pseudophilautus mittermeieri (Meegaskumbura et Manamendra-Arachchi, 2005)
- Муравей Pheidole mittermeieri Wilson, 2003